# Ferrán Latorre
Ferran Latorre Torres (Barcelona, 18 de octubre de 1970) es un montañero y viajero español.

## Biografía
Con catorce años, sus padres le hicieron socio del Centro Excursionista de Cataluña en el que se formó como alpinista pero, sobre todo, como escalador. Su fascinación por las altas montañas le lleva después a los Pirineos, a los Alpes y finalmente al Himalaya, donde con 21 años (1992) escala el Shisha Pangma Central (8.008 m).
Desde 1998 participa asiduamente en el programa de Televisión Española Al filo de lo imposible, que le ha acompañado a escalar en lugares como Kirguistán, Groenlandia, las islas Georgia del Sur, o la Tierra de la Reina Maud, en la Antártida, además del Himalaya y el Karakorum, cordilleras que reúnen las montañas más altas del planeta.[cita requerida] En ellas participó en las siguientes expediciones:
- Annapurna (8.091 m). En compañía de Juanito Oiarzábal, que sumaba su decimocuarto ochomil y Juan Vallejo.
- Makalu (8.465 m). Por el Pilar Oeste hasta 7600 m. No alcanzó la cumbre por mal tiempo.
- Manaslu (8.156 m) en 1999.
- Everest (8.848 m). Un intento en estilo alpino al Corredor Horbein junto a Juan Vallejo y Alberto Iñurrategi, alcanzando la cota 8.200 y dos intentos sin oxígeno por su arista Norte hasta los 8700 m., sin alcanzar la cumbre.
- K2 (8.611 m). Junto a Juanito Oiarzábal, Juan Vallejo, Mikel Zabalza y Edurne Pasabán.
- Kangchenjunga (8.586 m). Junto a Juan Vallejo, Mikel Zabalza y Yosu Bereciartua. Tuvieron que abandonar a 8.500 metros debido al mal tiempo.
- Broad Peak (8.047 m). Cumbre junto a Edurne Pasabán, Iván Vallejo y Silvio Mondinelli, que escalaba su decimocuarto ochomil.
- Dhaulagiri (8.167 m). Cumbre junto Edurne Pasaban e Iván Vallejo, que también sumaba aquí el último ochomil que le faltaba.
- Gasherbrum IV (7.910 m, Cima Norte). Cumbre por la "ruta americana" junto a Alberto Iñurrategi, J.C. Tamayo, Mikel Zabalza y Juan Vallejo.[2]
- Kanchenjunga (8.586 m). Cumbre junto a Edurne Pasabán y Juanito Oiarzábal[3]
- Lhotse (8.516 m). Cumbre en compañía de Enric Llonch.
- Cho Oyu (8.201m). Cumbre.
- K2 (8.611 m). Cumbre
- Gasherbrum I 24 de julio de 2015. Cumbre junto a Yannick Graziani, Tom Seidensticker y Muhammad Sadiq.
- Makalu (8.465 m). Cumbre el lunes 23 de mayo de 2016 con mal tiempo en su quinto intento.
- Nanga Parbat (8.126 m). Cumbre el 25 de julio de 2016 en compañía del francés Hélias Millerioux y el búlgaro Boyan Petrov.

El 27 de mayo de 2017, tras coronar el Everest (8.848 m), logra completar su proyecto CAT14x8000, convirtiéndose así en el sexto montañero español (y primer catalán) en ascender los Catorce Ochomiles, hazaña lograda hasta ese momento por 38 personas más.